# Constitutiones Sirmondianae
A Constitutiones Sirmondianae a 333 és 425 között kiadott római császári rendeletek gyűjteményének összefoglaló neve. E rendeletek közül tizenhat az egyházjoggal foglalkozik. Készítője a Nyugatrómai Birodalomban élő ismeretlen személy. A gyűjtemény egyes részletei megőrződtek a Codex Theodosianusban is. A gyűjtemény mai nevét első kiadójáról, Jacques Sirmond ról (Párizs, 1631) kapta.